# Claude-Antoine Pochard
Claude-Antoine Pochard (ur. 1 lutego 1766 w Salins-les-Bains, zm. 2 września 1833 w Komorzu) – francuski ksiądz katolicki, nauczyciel prywatny rodu Skórzewskich, autor wspomnień i kolekcjoner.

## Życiorys

### Francja i Szwajcaria
Urodził się w rodzinie farbiarza. Mając dwadzieścia lat wstąpił do seminarium duchownego w Besançon. Święcenia kapłańskie otrzymał w czasie wybuchu rewolucji francuskiej i nie zdołał objąć żadnej parafii. Odmówił też złożenia przysięgi na konstytucję cywilną kleru. We wrześniu 1792 opuścił Francję i skierował się do Szwajcarii, gdzie pracował w różnych zawodach. 

### Polska
W 1796, w Berlinie, gdzie przebywał przejazdem, otrzymał od zaprzyjaźnionego księdza Clerca propozycję edukowania synów polskiego ziemianina Józefa Skórzewskiego. Otrzymał zezwolenie na pobyt od władz pruskich i zamieszkał na krótko w Nekli, a potem w Komorzu, gdzie przez trzydzieści lat nauczał dzieci Skórzewskich: Rajmunda, Ignacego, Hilarego, Józefa, Antoniego, jak również Mariannę Lipską z Czerniejewa (późniejszą żonę Rajmunda). Za swoją pracę zbierał bardzo pozytywne opinie. Chwalono jego solidność. Początkowo słabo integrował się z lokalnym środowiskiem, ale po źle zaleczonym złamaniu nogi w 1813 oraz śmierci Józefa Skórzewskiego zaczął myśleć o pozostaniu w Polsce na stałe. Występował w miejscowej parafii jako Capellanus Aulicus lub in aula Komorzensi Capellanus, chrzcząc dzieci miejscowej drobnej szlachty i pracowników majątku komorskiego. Zmarł w Komorzu na zapalenie opłucnej. Pogrzeb odbył się 6 września 1833 w Kretkowie. Rodzina Skórzewskich wzniosła specjalnie dla niego osobny grobowiec przy kretkowskim kościele. 

## Wspomnienia
Był autorem wspomnień spisanych w czterech tomach, które są ważnym materiałem źródłowym na temat codziennego życia ziemiaństwa wielkopolskiego początków XIX wieku, czyli w czasie istotnych przemian społecznych oraz politycznych. Wspomnienia zawierają też opisy odwiedzanych przez Pocharda miast i uzdrowisk, m.in.: Częstochowy, Drezna, Pragi, Warszawy, Wilna i Wrocławia. Opisywał ze szczegółami napotkanych ludzi, obyczajowość, czy zwiedzane zabytki. Dzieło Pocharda było przez lata rodzajem relikwii rodzinnej Skórzewskich przechowywanej w Czerniejewie, a obecnie znajduje się w zbiorach Archiwum Państwowego w Poznaniu. Ksiądz zgromadził też kolekcję przedmiotów ofiarowywanych mu przez znajomych i rodzinę Skórzewskich.